# ニウエの国章
ニウエの国章（ニウエのこくしょう）は、ニウエの国章。より正確には公印（Public Seal）である。1974年にニュージーランドと自由連合になった時に初めて制定された。現行のデザインは2021年に制定された。

## 歴史
1974年以前は、ニウエはニュージーランドの国章を使っていた。ニウエ憲法制定法が1974年に成立すると、ニウエ独自の国章を作らなければならなくなった。国章はニウエの国会の議長が保有しており、認証された公文書や、ニウエの内閣が作った新しい法を承認するときに使われる。また議長は、国章が悪用されないか確認する責任も負っている。 ニウエのすべての裁判所の当然の確知には、この国章がついている。1977年、ニウエの国会が要求した後で、ニュージーランドの議会はニュージーランド王国の他の国家と一緒に、ニウエの国章を条文に載せることに関するニュージーランドの国章法の改正法を成立させた。
また2007年以前は、ニウエの国章はトケラウでも新法が制定されたことを認証するために使われていた。2007年、トケラウの改正法が成立し、トケラウではニウエの国章を使うかわりに、 "under the hand of the en:Administrator of Tokelau"で代用することが決まった（トケラウの紋章を参照）。
2021年9月に新たな国章が制定され、ニュージーランドの国章を用いていた旧デザインからニウエ独自の意匠となった。

## 図案
中央にある木はtagata Niue（ニウエの人々）を図案化したもので、内側のタパ柄の円はfonua（土地）を表す。モットーはAtua, Niue Tukulagi（神よ、ニウエよ永遠に）で、交差した2本のkatoua（棍棒）は防衛と安全を表す。外側の円は、レイのように並べられた14個の貝殻はニウエにある14の村を、王冠は国家元首のニュージーランド国王を表す。外側と内側の円の間に"Public Seal of Niue"（ニウエ公印）の文字が入る。

### 1974年 - 2021年

1974年から2021年までの国章

ニウエの国章の中央にはニュージーランドの国章があり、盾の部分は四つに分かれている。左上はみなみじゅうじ座、右上に金色の羊の毛皮、左下に小麦の束、右下に二本の交差したハンマーがある。四分割されている部分の真ん中には白い帯があり、三隻の黒い船が描かれている。盾は、ニュージーランドの国旗を持ったヨーロッパからの移民（主にイギリス人）を象徴する白いローブの女性と、槍を持った先住民を象徴するマオリの戦士が支えている。盾の頭上には王冠があり、足元には"New Zealand"と書かれたリボンがある。国章全体は白い円形であり、上部には"Public Seal of Niue"と、下部には"Niue"とある。